# Kostel svaté Anny (Lanškroun)
Bývalý hřbitovní kostel sv. Anny je dnes již nevyužívaný římskokatolický chrám v Lanškrouně. Byl postaven počátkem 18. století podle projektu architekta G. P. Tencally s finanční podporou knížecího rodu Lichtenštejnů. V rámci královéhradecké diecéze patří k významným památkám barokní sakrální architektury. Svému původnímu účelu dnes kostel již neslouží a veřejnosti bývá zpřístupněn jen výjimečně.

## Historie
Kostel sv. Anny se nachází v nynější Dobrovského ulici severovýchodně od centra směrem k novému hřbitovu, počátkem 18. století však byl vybudován jako hřbitovní kostel mimo vnitřní město. Byl postaven z odkazu lanškrounského děkana Václava Františka Zimpricha a s finanční podporou knížete Lichtenštejna. Kostel vznikl v letech 1700-1705 na již existujícím hřbitově jako hodnotná barokní stavba vysoké umělecké hodnoty, což je dáno osobností autora projektu, významného architekta G. P. Tencally. Plány realizoval stavitel Antonio Sala, který vedl také pro Lichtenštejny stavbu blízkého Nového zámku nad Rudolticemi.
Kostel sv. Anny je jednolodní stavba bez věže, v exteriéru obohacená o řadu architektonických prvků. Vstupní portál zdobí nad vchodem socha sv. Anny, nesoucí na rukou dvě děti, po stranách jsou v nikách sochy sv. Josefa a Jáchyma. Supraporta nese letopočet 1705, rok dokončení stavby. Kolem kostela a starého hřbitova je ohradní zeď s honosnou vstupní branou zdobenou klečící sochou sv. Maří Magdaleny. Po stranách brány stojí dva pilíře se sochami Panny Marie a sv. Jana Evangelisty. Podél zdí kostela jsou dochovány hodnotné náhrobní kameny významných lanškrounských měšťanů z 18. a 19. století, například hned po pravé straně vchodu do kostela je náhrobek Josefa Ohnsorga, nejdéle působícího starosty Lanškrouna. Na západ od kostela je u zdi skupina hrobů rodiny Erxlebenů, která byla sice evangelického vyznání, ale protože podnikatelskými aktivitami a účastí na veřejném životě ovlivňovala život ve městě po několik desetiletí, bylo jí umožněno zřídit si hrobku v areálu katolického hřbitova. Zdejší hřbitov byl zrušen po založení nedalekého nového hřbitova v Dobrovského ulici v roce 1893.
Kostel i náhrobní kameny podél zdi prošly celkovou rekonstrukcí v letech 1998-2000, v současnosti se ale kostel k bohoslužbám nevyužívá. Mobiliář byl vystěhován a předán restaurátorům, zůstal tu pouze hlavní oltář a varhany z konce 17. století. Celý areál je oficiálně uzavřen. Kostel je však příležitostně propůjčován pro koncerty duchovní hudby a pro výstavy obrazů nebo fotografií. Na seznamu kulturních památek je kostel zapsán od roku 1964, památková ochrana se vztahuje i na ohradní zeď bývalého hřbitova s branou a sochařskou výzdobu v bezprostředním okolí kostela.

## Galerie

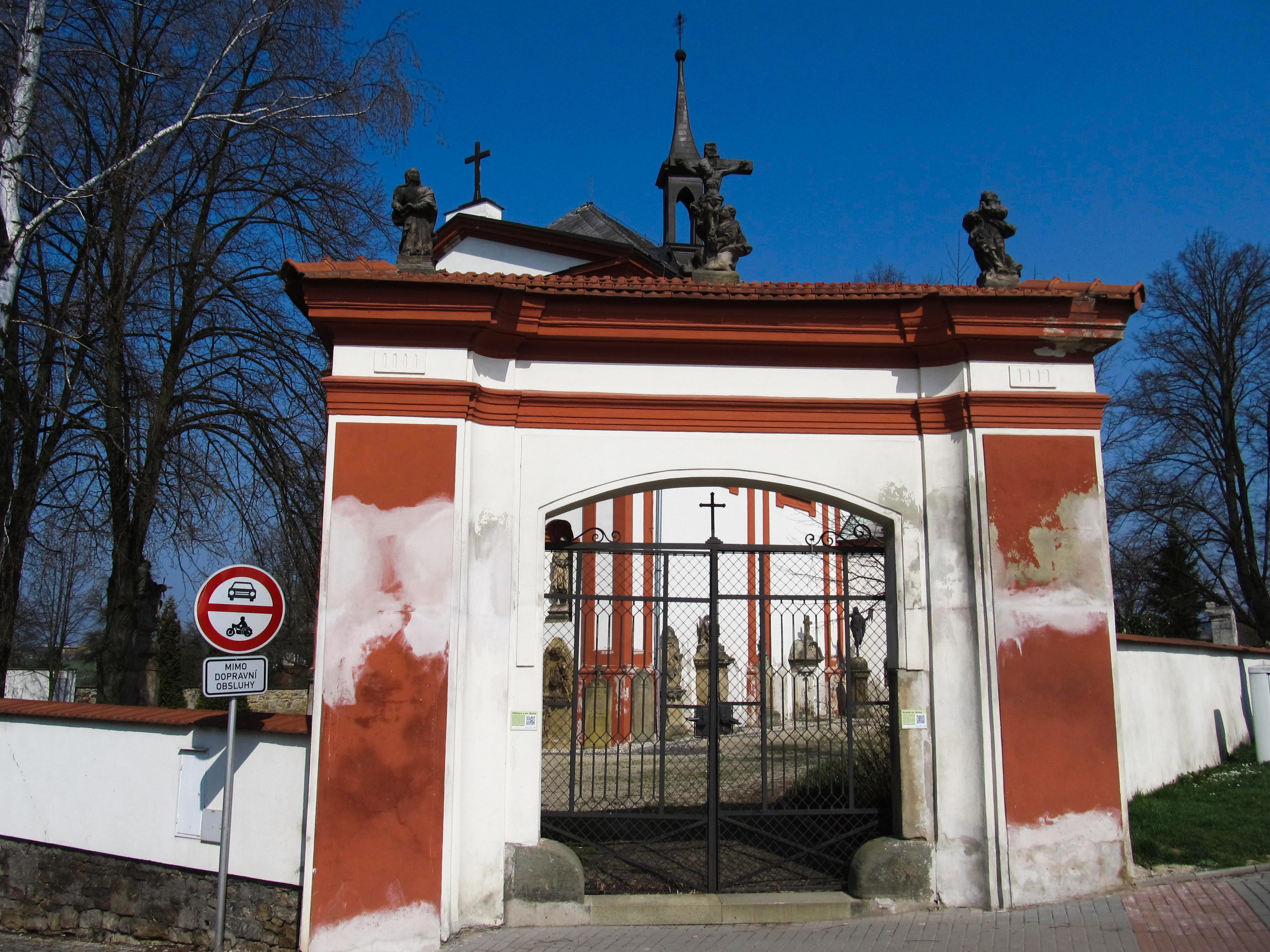
Vstupní brána do areálu kostela
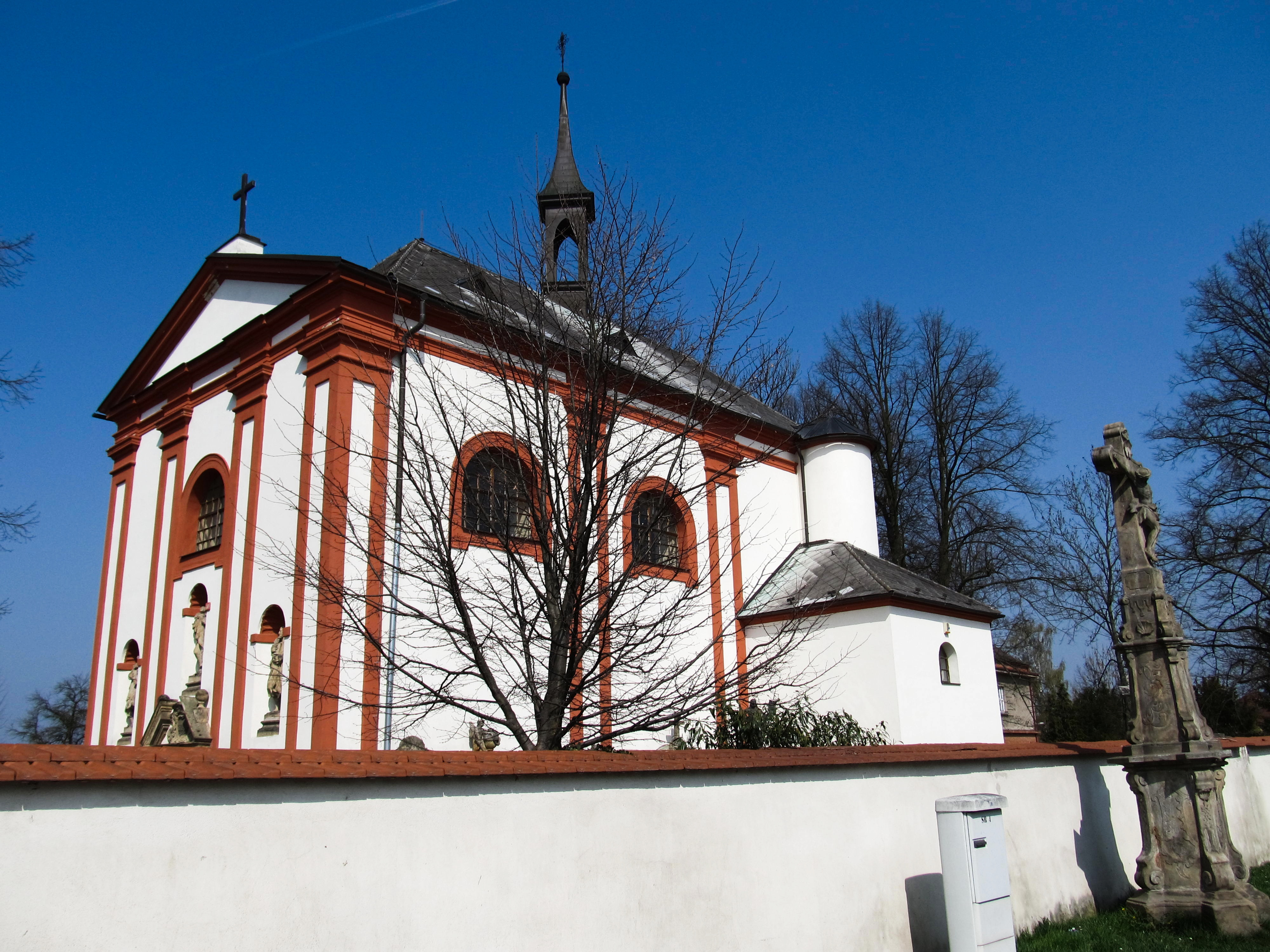
Kostel sv. Anny pohledem z Dobrovského ulice
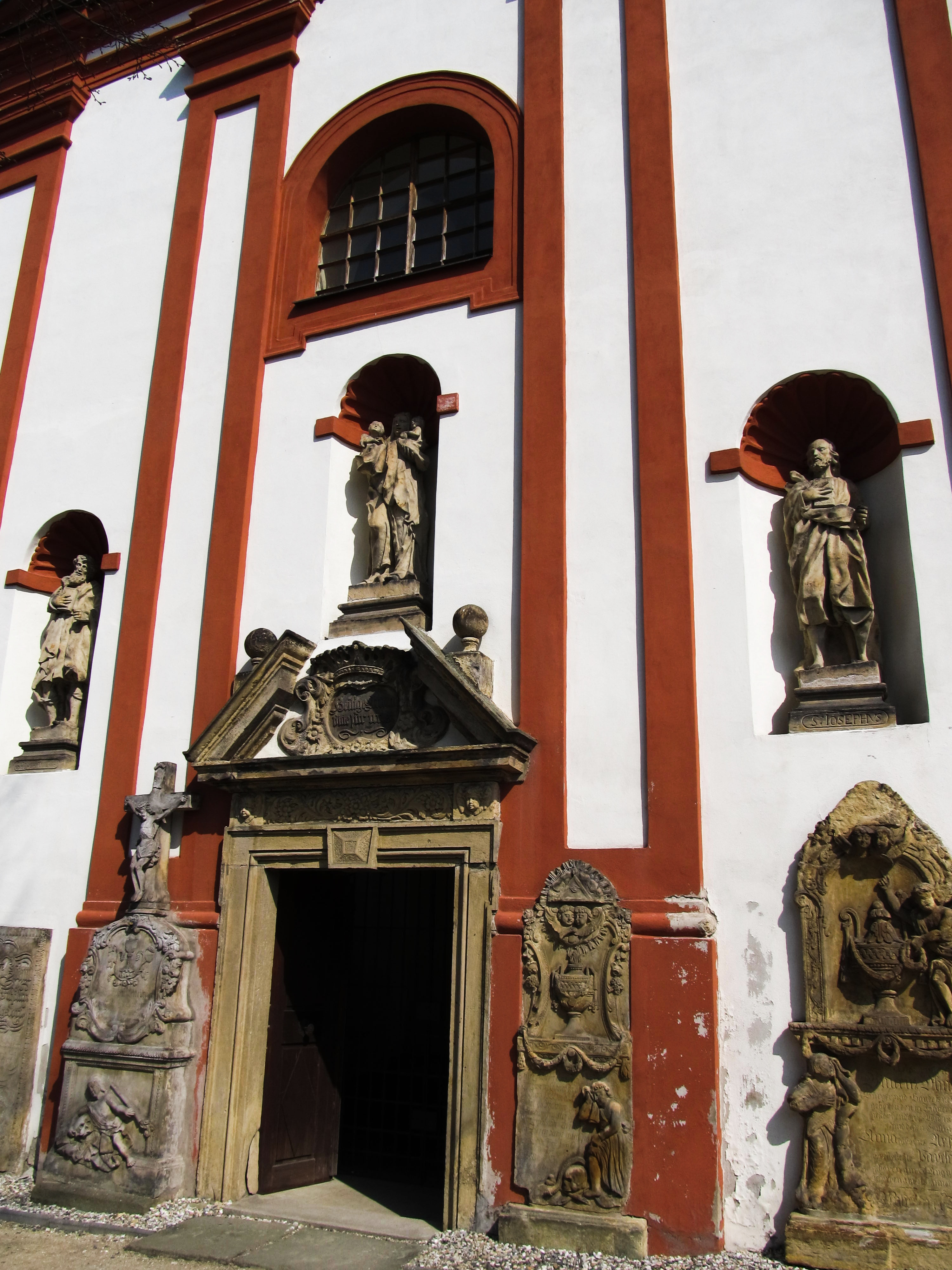
Portál kostela
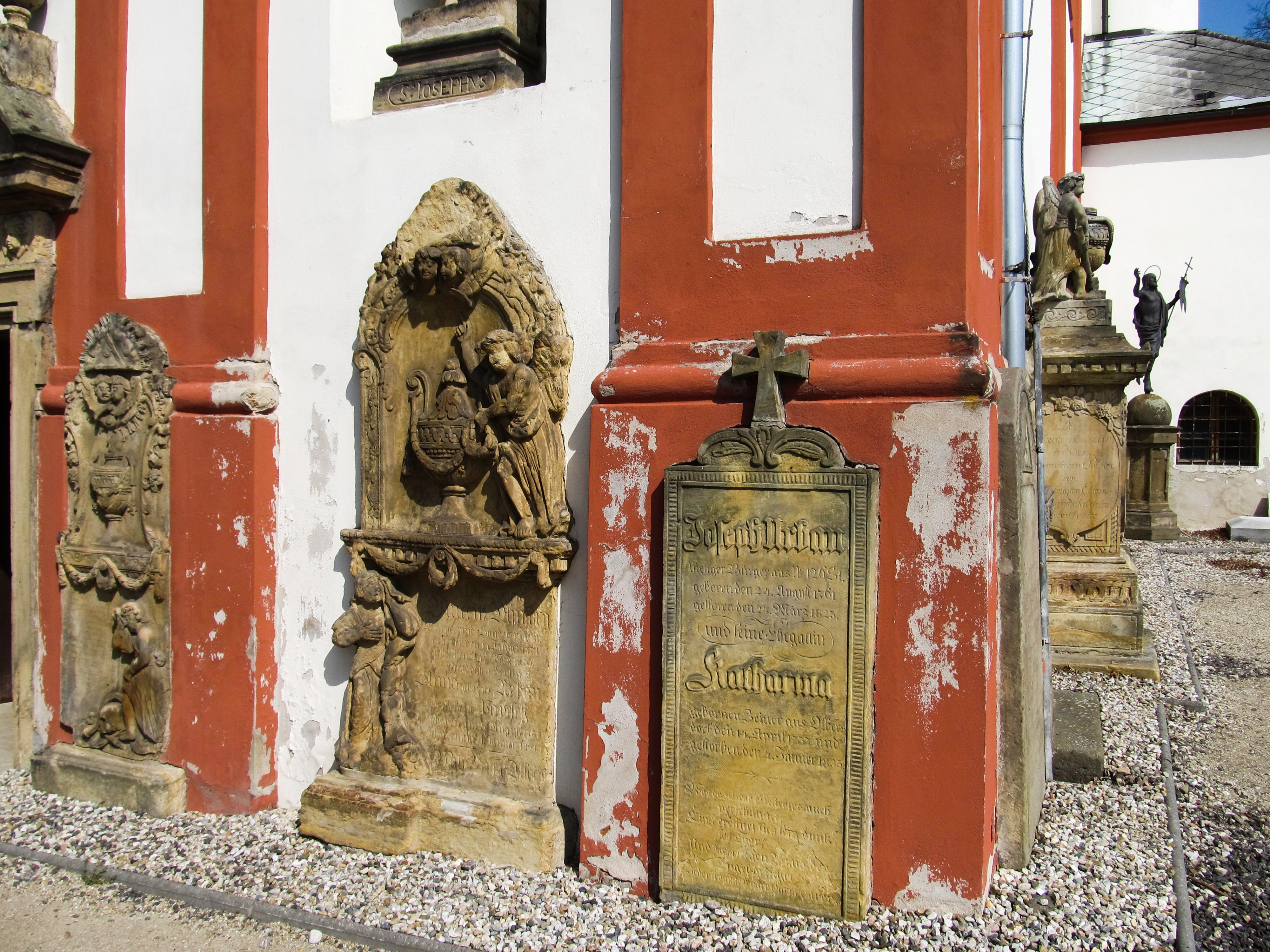
Náhrobky lanškrounských měšťanů podél kostela